# گمینا شویچیه ناد اوسان
گمینا شویچیه ناد اوسان (به لهستانی:  Gmina Świecie nad Osą) یک گمینا در لهستان است که در شهرستان گروجونتس واقع شده‌است. گمینا شویچیه ناد اوسان ۹۴٫۶۷ کیلومتر مربع مساحت و ۴٬۲۵۳ نفر جمعیت دارد.